# Чемпионат мира по шорт-треку среди юниоров 1994
Чемпионат мира по шорт-треку среди юниоров 1994 года проходил с 15-16 января в Сеуле (Корея).
Чемпионат включает в себя четыре дистанции — 500, 1000, 1500 и 1500 метров — суперфинал На дистанциях сначала проводятся предварительные забеги, затем лучшие шорт-трекисты участвуют в финальных забегах. Чемпионом мира становится спортсмен набравший наибольшую сумму очков по итогам четырёх дистанций. В случае равенства набранных очков преимущество отдаётся спортсмену занявшему более высокое место в суперфинале на дистанции 1500 м. Также проводятся с 2001 года эстафеты у девушек м у юношей на 2000 м. С 2019 года абсолютный чемпион не разыгрывается.

## Общий медальный зачёт
| Место | Страна           | Золото | Серебро | Бронза | Всего |
| ----- | ---------------- | ------ | ------- | ------ | ----- |
| 1     | Республика Корея | 7      | 5       | 1      | 13    |
| 2     | Китай            | 1      | 0       | 4      | 5     |
| 3     | Канада           | 0      | 2       | 0      | 2     |
| 4     | Япония           | 0      | 1       | 0      | 1     |
| 5     | США              | 0      | 0       | 3      | 3     |
| 6     | Италия           | 0      | 0       | 1      | 1     |

## Медалисты

### Юноши
| Дисциплина        | Золото                        | Серебро                       | Бронза             |
| ----------------- | ----------------------------- | ----------------------------- | ------------------ |
| 500 м             | Ли Сын Чхан Республика Корея  | Джонатан Кавар Канада         | Фабио Карта Италия |
| 1000 м            | Ли Джун Хван Республика Корея | Патрис Лапуэнт Канада         | Тони Госкович США  |
| 1500 м            | Ли Сын Чхан Республика Корея  | Юсукэ Имаи Япония             | Тони Госкович США  |
| 1500 м суперфинал | Ли Джун Хван Республика Корея | Ли Сын Чхан Республика Корея  | Имаи Юсуке Япония  |
| Многоборье        | Ли Сын Чхан Республика Корея  | Ли Джун Хван Республика Корея | Тони Госкович США  |

### Девушки
| Дисциплина        | Золото                      | Серебро                     | Бронза                          |
| ----------------- | --------------------------- | --------------------------- | ------------------------------- |
| 500 м             | Су Сяохуа Китай             | Ким Со Хи Республика Корея  | Вон Хе Гён Республика Корея     |
| 1000 м            | Ким Со Хи Республика Корея  | Вон Хе Гён Республика Корея | Ян Ян (A) Китай                 |
| 1500 м            | Ким Со Хи Республика Корея  | Вон Хе Гён Республика Корея | Ян Ян (A) Китай                 |
| 1500 м суперфинап | Вон Хе Гён Республика Корея | Ким Со Хи Республика Корея  | Ян Ян (A) Китай                 |
| Многоборье        | Ким Со Хи Республика Корея  | Вон Хе Гён Республика Корея | Су Сяохуа Китай Ян Ян (A) Китай |